# Trevor Daniel
Trevor Daniel (ur. 28 września 1994 w Los Angeles) – amerykański wokalista muzyki pop. Jego największym przebojem, notowanym na wielu listach przebojów był singel Falling.

## Dyskografia

### Albumy studyjne
- 2018: Homesick
- 2019: Restless
- 2020: Nicotine
- 2021: That Was Then

### Single
- 2017: „Youth”
- 2017: „Pretend”
- 2018: „With You”
- 2018: „Youth” (Eye Surface Remix)
- 2018: „Mirror”
- 2018: „Face It”
- 2018: „Wake Up”
- 2018: „Drive” – 2x platynowa płyta w Polsce[5]
- 2018: „Falling”
- 2018: „Falling” (Blackbear Remix)
- 2019: „Trouble”
- 2019: „Paranoid”
- 2019: „Never”
- 2019: „Forgot”
- 2019: „Falling” (Summer Walker Remix)